# Гомель-Північний
Гóмель-Північний (біл. Го́мель-Паўночны) — залізнична станція Гомельського відділення Білоруської залізниці на західній кільцевій лінії Гомеля між зупинними пунктами Світоч (5 км) та Мильча (2 км).
Станція Гомель-Північний входить до складу Гомельського залізничного вузла разом зі станціями Гомель-Пасажирський та Гомель-Непарний.

## Пасажирське сполучення
На станції Гомель-Північний зупиняються поїзди регіональних ліній економ-класу сполученням:
- Гомель — Василевичі
- Гомель — Жлобин
- Гомель — Калинковичі
- Свєтлогорськ-на-Березині — Гомель
- Гомель — Речиця
- Гомель — Хойники.